# Сисъл (окръг, Мериленд)
Окръг Сисъл или окръг Сесил (на английски: Cecil County изговаря се Сисъл) е окръг в щата Мериленд, Съединени американски щати. Площта му е 1083 km², а населението – 102 603 души (2016). Административен център е град Елктън.